# Sân bay Baykit
Sân bay Baykit (ICAO: UNIB) là một sân bay ở vùng Krasnoyarsk, Nga, cách Baykit 1 km về phía tây.

## Hãng hàng không và điểm đến
| Hãng hàng không | Các điểm đến            |
| --------------- | ----------------------- |
| IrAero          | Irkutsk                 |
| KrasAvia        | Novosibirsk             |
| NordStar        | Krasnoyarsk–Yemelyanovo |